# Foni Kansala
Foni Kansala är ett distrikt i Gambia. Det ligger i regionen West Coast, i den sydvästra delen av landet, 60 km öster om huvudstaden Banjul. Antalet invånare var 14 125 vid folkräkningen 2013. De största orterna då var Bwiam och Kanilai.